# Esteban Ismael Meza Torres
Esteban I. Meza Torres (n. 4 de mayo de 1981, Corrientes, Argentina) es un botánico y pteridólogo argentino. Es Investigador del CONICET con lugar de trabajo en la Unidad Ejecutora Lillo, Centro Científico Tecnológico NOA Sur.

## Biografía
Esteban I. Meza Torres nació en Corrientes y se graduó de Profesor en Biología y Licenciado en Botánica en la Universidad Nacional del Nordeste. Posteriormente, realizó la Especialización en Docencia Universitaria en la misma Universidad y el doctorado en Ciencias Naturales en la Universidad Nacional de La Plata. 
En 2016 ingresó a la Carrera de Investigador Científico del Consejo Nacional de Investigaciones Científicas y Técnicas (CONICET) en la gran área de Ciencias Biológicas y de la Salud, con lugar de trabajo en el Instituto de Botánica del Nordeste. 
En agosto de 2019 fue impulsor de la Ley 6573 "Creación del Colegio de Graduados en Ciencias Biológicas de la Provincia de Corrientes". Dicha Ley fue promulgada el 14 de septiembre del 2021 y puesta en vigencia el 20 de diciembre del mismo año, mediante un decreto del Poder Ejecutivo de la Provincia en donde se designó una Comisión Organizadora, con Meza Torres como Presidente. Presidió la Comisión Organizadora del Colegio hasta el 6 de mayo de 2023.
En diciembre de 2022 se incorporó a la planta de investigadores de la Fundación Miguel Lillo en la ciudad de San Miguel de Tucumán. 

## Algunas publicaciones
- Macluf C.C., Meza Torres E.I. & Solís S.M. 2010. Isoetes pedersenii, a new species from southern South America. Anais da Academia Brasileira de Ciências 82(2): 353–359. DOI: 10.1590/S0001-37652010000200011.

- Meza Torres E. I., De La Sota E. R. & Ferrucci M. S. 2013. Sinopsis de los los Helechos y Licofitos del Parque Nacional Mburucuyá, Corrientes, Argentina, Bol. Soc. Argent. Bot. 48: 121-136.

- Meza Torres E. I., De la Sota E. R. & Ferrucci M. S. 2013. Fern and Lycophytes of Mburucuyá National Park, Corrientes, Argentina. I. Phytogeographycal analysis and key of genera. Rev. Chil. Hist. Nat. 86: 49-61.

- Meza Torres E. I., Cerne B., Ulke A G. & Morbelli M. 2015. Distribution of Ophioglossum reticulatum L. in South America. A Case of long-distance jump dispersal? Int. J. Biometeorol. 59: 137 - 150. (DOI) 10.1007/s00484-014-0830-8.

- Meza Torres E. I., Macluf C. C., Morbelli M. & Ferruccci M. S. 2015. The circumscription of problematic species of Ophioglossum (Ophioglossaceae) from Southern South America: a palynological approach. Phytotaxa 205 (3): 145–156.

- PPG I. 2016. A community-derived classification for extant lycophytes and ferns. J. Syst. Evol. 54: 563 – 603.

- Meza Torres E. I., Stensvold M. C., Farrar D. R. & Ferrucci M. S. 2017. Circumscription of the South American moonwort Botrychium (Ophioglossaceae). Plant Biosyst. 151: 258-268. DOI:10.1080/11263504.2016.1165752.

- Fujiwara T., Liu H., Meza-Torres E. I., Morero R., Vega A. J., Liang Z., Ebihara A., Leitch I. J. & Schneider H. 2021. Evolution of genome space occupation in ferns: linking genome diversity and species richness. Ann. Bot. (Oxford) mcab094, https://doi.org/10.1093/aob/mcab094

- Páez, S. & Meza-Torres, E. I. 2023. The Family Gleicheniaceae (Polypodiopsida) in Argentina and Paraguay. Gayana Bot. 80: 86-102.

## Reconocimientos
- JSE Outstanding Papers for 2016: PPG I. 2016. A community-derived classification for extant lycophytes and ferns.[6]

En septiembre de 2014, los editores de la revista "Journal of Systematics and Evolution" establecieron los premios de "JSE Outstanding Papers" como una de las estrategias para mejorar la calidad de la revista. Los premios consisten en dos categorías, "JSE Outstanding Papers" y "JSE Outstanding Papers by Young Investigators". En 2016 el premio de la primera categoría fue otorgado al artículo publicado por el consorcio "PPGI", grupo en el cual Meza Torres formó parte.

## Abreviatura botánica
E.I. Meza

## Especies descriptas
Isoetes pedersenii H.P.Fuchs ex E.I.Meza & Macluf, Anais Acad. Brasil. Ci. 82(2): 354 (2010).